# Đình Hiệp Ninh
Đình Hiệp Ninh là một công trình kiến trúc cổ được xây dựng cách nay trên 100 năm với nhiều công trình nghệ thuật điêu khắc tinh xảo. Vào ngày 12 tháng 10 năm 1990, nơi này đã được Bộ Văn hóa và Thông tin ban hành quyết định số 1330/QĐ–BT xếp Đình Hiệp Ninh vào di tích lịch sử cấp quốc gia. Đây là một ngôi đình cổ kính mang màu sắc Á Đông. Hiện nay, Đình tọa lạc tại khu phố 4, phường Tân Ninh, tỉnh Tây Ninh.
Đình nằm trong Quốc lộ 22 (nay là đường 30 tháng 4). Trước đường vô đình có xây một cửa ngõ theo lối cổ như cửa lăng tẩm đền ở Huế. Từ cửa vào đình kéo dài khoảng 100 thước.

## Lịch sử
Đình Hiệp Ninh được xây dựng vào những năm 1880, nơi đây thờ Thành Hoàng bổn cảnh là người có công di dân khai hoang lập ấp, giữ gìn đất đai và bảo vệ bờ cõi. Ngày 18 tháng 3 năm 1917, vua Khải Định sắc phong Thành Hoàng bổn cảnh cùng với mão Thần bằng vải lụa quý, thêu kim tuyến đính hạt châu.
Trong Cách mạng Tháng Tám năm 1945, đình Hiệp Ninh chính là nơi tập trung luyện tập chuẩn bị giành chính quyền Tây Ninh của lực lượng Thanh niên tiền phong. Trong những năm 1957 - 1959 nơi đây là điểm liên lạc hoạt động bí mật của Tỉnh ủy và Thị ủy Tây Ninh.
Đến ngà 12 tháng 10 năm 1990, Đình Hiệp Ninh đã được Bộ Văn hóa và Thông tin ban hành quyết định số 1330/QĐ–BT xếp hạng vào di tích lịch sử cấp quốc gia. Đình đã được trùng tu và sữa chữa nhiều lần. Đến năm 2010, di tích này đã được đại trùng tu tôn tạo lần nữa.

## Kiến trúc
Đình nằm trên khuôn viên rộng 8.000 m2, kiến trúc kiểu chữ Tam với ba lớp nhà xây gồm tiền đình, chính đình và hậu đình. Phần chính diện có 5 gian, gác chuông và gác trống. Kiến trúc nội thất gồm có 16 cây cột gỗ tròn, đường kính 30 cm và 8 cây cột gạch ốp sát tường, cùng với hệ thống vì kèo, khung xuyên, đòn tay... đỡ mái ngói âm dương.
Đình Hiệp Ninh là một trong những nơi còn lưu trữ nhiều hiện vật như: hàng chục hoành phi đại tự, khảm thờ Thành hoàng bổn cảnh, nghi thờ Thành hoàng bổn xứ, trang thờ đương kim thiên tử, thiên vị, kiệu thỉnh sắc, các hàng tự khí, bát bửu, phủ việc; các ban thờ tả, hữu ban, các vị cận vệ thần, tiền hiền, hậu hiền và các bô lão có công xây dựng làng xã, cùng 15 bộ câu đối, chiêng, trống, bộ rùa, đôi hạc. Đặc biệt có sắc phong và mão thần của vua Khải Định ban hành ngày 18 tháng 3 năm 1917.